# Vajta vasútállomás
Vajta vasútállomás egy Fejér vármegyei vasútállomás, Vajta községben, a MÁV üzemeltetésében. A település külterületi részén, a központtól nyugatra helyezkedik el, közúti megközelítését a Pálfára vezető 6311-es útból kiágazó 63 311-es számú mellékút biztosítja.

## Vasútvonalak
Az állomást az alábbi vasútvonalak érintik:
- Rétszilas–Bátaszék-vasútvonal

## Kapcsolódó állomások
A vasútállomáshoz az alábbi állomások vannak a legközelebb:
- Cece vasútállomás (Rétszilas–Bátaszék-vasútvonal)
- Nagydorog vasútállomás (Rétszilas–Bátaszék-vasútvonal)

## Forgalom
| Járat             | Útvonal | Gyakoriság |
| ----------------- | --- | ---------- |
| személyvonat      | Sárbogárd – Rétszilas – Cece – Vajta – Nagydorog – Tengelic – Fácánkert – Tolna-Mözs – Szekszárd-Palánk – Szekszárd – Őcsény – Decs – Bátaszék (– Alsónyék – Pörböly – Baja) | Napi 3 pár |
| Gemenc InterRégió | Székesfehérvár – Belsőbáránd – Sárbogárd – Cece – Vajta – Nagydorog – Tengelic – Fácánkert – Tolna-Mözs – Szekszárd – Őcsény – Decs – Bátaszék – Alsónyék – Pörböly – Baja   | 2 óránként |